# ドウイロクワガタ
ドウイロクワガタ（銅色鍬形、学名：Streptocerus speciosus）は、昆虫綱甲虫目クワガタムシ科ドウイロクワガタ属に分類される昆虫の一種。

## 生息地
チリ・アルゼンチン

## 形態
体長は23．3mm-32．6mm、飼育下37.0mm(2011年)全身焦げ茶色の体色で（これは見る角度により青や紫色にも見える。）前翅、腹面には金属光沢があり、それ以外の部分は鈍い光沢を放つ。小さい体の割りに触角や脚が長く発達している。
雄の大顎は内側に弧を描きながら前方へ伸びている。

## 分類
1属1種とされ、ウィキスピーシーズでは承名亜種 S. speciosus speciosusとS. s. regius Kriesche, 1922の2亜種を区別しているが、ネブラスカ大学州立博物館のサイト（外部リンク参照）では後者を含めた下記の3個の学名をシノニムとして、亜種を認めていない：
- S. dejeani Solier, 1851
- S. eusticticus Philippi, 1864
- S. speciosus regius Kriesche, 1922